# Eifa (Schwalm)
Die Eifa, auch Eifabach genannt, ist ein etwa 10,9 km langer, östlicher und orographisch rechter Zufluss der Schwalm im Osthessischen Bergland im mittelhessischen Vogelsbergkreis und gehört zum Flusssystem und Einzugsgebiet der Weser.

## Name
Erstmals genannt wird die Eifa 1356 (an der Yffe). Der Ort Eifa taucht in den Urkunden schon vor 1057 als Ypha auf. Der Name ist eine Zusammensetzung aus ahd. īwa für 'Eibe' und dem Hydronym -apa.

## Verlauf
Die Eifa entspringt im Ottrauer Bergland, einem Teil des Fulda-Haune-Tafellands im Osthessischen Bergland, zwischen Knüllgebirge im Nordnordosten und Vogelsberg im Südsüdwesten. Ihre Quelle liegt etwa 4 km südsüdöstlich des Alsfelder Dorfs Eifa im Tal zwischen dem Auerberg (500,5 m ü. NHN; Naturschutzgebiet) im Osten, dem Kohlhaupt (480,4 m) im Süden und dem Brunkelsberg (454,8 m) im Westen auf etwa 381 m Höhe.
Anfangs fließt die Eifa, die überwiegend nordwestwärts verläuft, nach Norden durch das Ottrauer Bergland, wobei sie etwas unterhalb ihres Ursprungs erstmals die einstige Eisenbahnstrecke Niederaula–Alsfeld unterquert, um dann entlang deren Trasse und deren erneutem Unterqueren nach und durch Eifa zu führen. Im Dorf, wo sie von der Bundesstraße 62 überbrückt ist, knickt sie nach Westen ab. Nach der nächsten Brücke der einstigen Bahnstrecke und zudem nach Unterqueren der Bundesautobahn 5 passiert sie den „Höllhof“ (auch „Hellhof“ genannt).
Schließlich mündet die Eifa, etwas nach Unterqueren der B 254 und nach Überwindung von etwa 140 m Höhenunterschied, auf etwa 241 m Höhe rund 150 m östlich der Alsfelder Kernstadt in den dort kanalisierten und von Süden kommenden Eder-Zufluss Schwalm.

## Einzugsgebiet und Zuflüsse
Das Einzugsgebiet der Eifa umfasst 27,41 km². Zu ihren Zuflüssen gehören mit orographischer Zuordnung (l = linksseitig, r = rechtsseitig), Gewässerlänge, Mündungsort mit Eifabachkilometer und – wenn bekannt – Einzugsgebiet (flussabwärts betrachtet):
- Wannbach (l; 2,2 km), oberhalb Eifa (nahe km 7,2), 2,167 km²
- Grethebach (r; 1,5 km), in Eifa (nahe km 5,95), 3,28 km²